# LGA 771
LGA 771은 소켓 J로도 불리며 인텔 코어 마이크로아키텍처 기반 2소켓 서버용 프로세서 소켓이다. 듀얼 코어 제온의 제품 개발 암호 이름은 뎀시, 우드크레스트와 울프데일이고 쿼드 코어 프로세서는 클로버타운과 하퍼타운이다. 이 소켓은 인텔 코어 2 익스트림 QX9775에도 사용된다. 네할렘 마이크로아키텍처 기반 제온 프로세서는 LGA 1366 소켓을 사용한다. 소켓 604의 후속 제품이며 LGA 775 설계의 많은 부분을 사용하였다.
LGA는 Land Grid Array(랜드 그리드 어레이)의 줄임말이며 771은 CPU 핀 수를 뜻한다. 이 소켓은 771개의 돌출된 핀들이 있으며 이 핀들은 프로세서 바닥의 접촉 부위와 접촉된다.
잘 알려져 있진 않지만, LGA 775 보드에도 mod를 통해 장착이 가능하다. 특정한 핀 두개를 서로 바꾸고, 장착에 방해가 되는 부분을 제거하는 방식으로써, 이 때 CPU는 시계 반대 방향으로 90도 회전하여 장착해야 한다. 대부분의 보드는 771 제온의 마이크로코드가 내장되어 있지 않으므로, 명령어의 부재 및 호환성 문제가 생길 수 있는데, BIOS 수정을 통해 마이크로코드를 추가하면 대부분의 보드에서 사용이 가능해진다. 개조제온이라고도 불린다.

## 같이 보기
- CPU 소켓
- 인텔 마이크로프로세서 목록